# Muraoka Hiroto
Muraoka Hiroto (sinh ngày 19 tháng 9 năm 1931) là một cầu thủ bóng đá người Nhật Bản.

## Đội tuyển bóng đá quốc gia Nhật Bản
Muraoka Hiroto thi đấu cho ĐTQG Nhật từ năm 1954.

## Thống kê sự nghiệp
| Đội tuyển bóng đá Nhật Bản | Đội tuyển bóng đá Nhật Bản | Đội tuyển bóng đá Nhật Bản |
| Năm                        | Trận                       | Bàn                        |
| -------------------------- | -------------------------- | -------------------------- |
| 1954                       | 2                          | 0                          |
| Tổng cộng                  | 2                          | 0                          |